# Norman Whiteside
Norman Whiteside (* 7. května 1965, Belfast) je bývalý severoirský reprezentant ve fotbalu. Urostlý, důrazný útočník byl pro svůj talent označován za nástupce George Besta, ale četná zranění ho přinutila předčasně ukončit kariéru.
Reprezentoval Severní Irsko na mistrovství světa ve fotbale 1982 a mistrovství světa ve fotbale 1986. V Zaragoze 17. června 1982 nastoupil v zápase základní skupiny proti Jugoslávii, když mu bylo 17 let a 42 dní, což z něj činí nejmladšího hráče, který kdy hrál na MS. Na MS 1986 skóroval v zápase proti Alžírsku, který skončil 1:1. Také přispěl k vítězství severoirského týmu na posledním ročníku British Home Championship 1984.
S Manchesterem United vyhrál FA Cup v letech 1983 a 1985 (v roce 1985 vstřelil v prodloužení jediný gól finále do sítě Evertonu).
Po ukončení kariéry působí jako fyzioterapeut, byl také televizním komentátorem a funkcionářem Professional Footballers' Association. Vydal vzpomínkovou knihu Determined (Headline Publishing Group, Londýn 2007, ISBN 978-0-7553-1598-7).